# Zinkenita
La zinkenita és un mineral de la classe dels sulfurs. Va ser descoberta el 1826 en una mina del massís de Harz, a l'estat de Saxònia-Anhalt (Alemanya), i fou anomenada així per Gustav Rose en honor de Johann Ludwig Carl Zincken, geòleg de mines alemany. A la zinkenita també se la coneix amb els mots: zinckenita (per ser citat al principi erròniament com Zincken en lloc de Zinken), keeleyita o keelyita.

## Característiques
És un antimonisulfur anhidre de plom. Es pot considerar formada unint molecularment sulfur de plom amb sulfur d'antimoni. Es tracta d'una espècie rara a la natura encara que sigui molt comuna la unió dels sulfurs metàl·lics amb els antimonurs. Cristal·litza en el sistema hexagonal i pot formar macles mitjançant la unió de molts cristalls. Pot ser extret de les mines de com mena del plom i antimoni. A més dels elements de la seva fórmula, sol portar com impureses: plata, coure, ferro i arsènic.
Segons la classificació de Nickel-Strunz, la zinkenita pertany a «02.JB: Sulfosals de l'arquetip PbS, derivats de la galena, amb Pb» juntament amb els següents minerals: diaforita, cosalita, freieslebenita, marrita, cannizzarita, wittita, junoita, neyita, nordströmita, nuffieldita, proudita, weibul·lita, felbertalita, rouxelita, angelaite, cuproneyita, geocronita, jordanita, kirkiita, tsugaruita, pillaita, scainiita, pellouxita, chovanita, aschamalmita, bursaita, eskimoita, fizelyita, gustavita, lil·lianita, ourayita, ramdohrita, roshchinita, schirmerita, treasurita, uchucchacuaita, ustarasita, vikingita, xilingolita, heyrovskýita, andorita IV, gratonita, marrucciïta, vurroïta i arsenquatrandorita.

## Formació i jaciments
Es forma com un constituent de vetes per alteració hidrotermal associat amb jaciments metàl·lics de sulfurs d'estany i sulfosals. Sol trobar-se associat a altres minerals com: estibina, jamesonita, boulangerita, bournonita, plagionita, fuloppita, cassiterita, estannita, andorita, pirita, esfalerita, calcopirita, arsenopirita o galena. Als territoris de parla catalana ha estat descrita a Oms, al Rosselló, i als entorns de les mines del Pla de Satlla, a Vilallonga de Ter (Ripollès).

## Reproducció Artificial: Fournet (1834)
La reproducció artificial de la zinkenita és un cas poc freqüent de síntesi directa a partir dels seus elements constitutius: així va procedir Fournet l'any 1834 en fondre una barreja feta de galena i estibina.
Per via seca i a foc no molt viu del bufador, comença decrepitant amb força claredat per després fondre presentant curiosos fenòmens. Per via humida, el reactiu que descompon el mineral és l'àcid clorhídric, emprant concentrat i calent. En aquesta reacció hi ha abundant despreniment de gas àcid sulfhídric. El sulfoantimoni esdevé clorur d'antimoni i clorur de plom. Al refredar-se aquest darrer, diposita formant un precipitat blanc cristal·lí.